# Segunda Casa de Nassau
La Casa Luxemburguesa de Nassau es una rama de la casa de Borbón-Parma salida de Félix de Borbón-Parma, octavos hijo del último Duque de Parma reinando,  Roberto I. El actual Gran Duque de Luxemburgo, Enrique, es salido de esta casa.
- Datos: Q3477191